# Olympiades internationales d'informatique
Pour les articles homonymes, voir IOI.

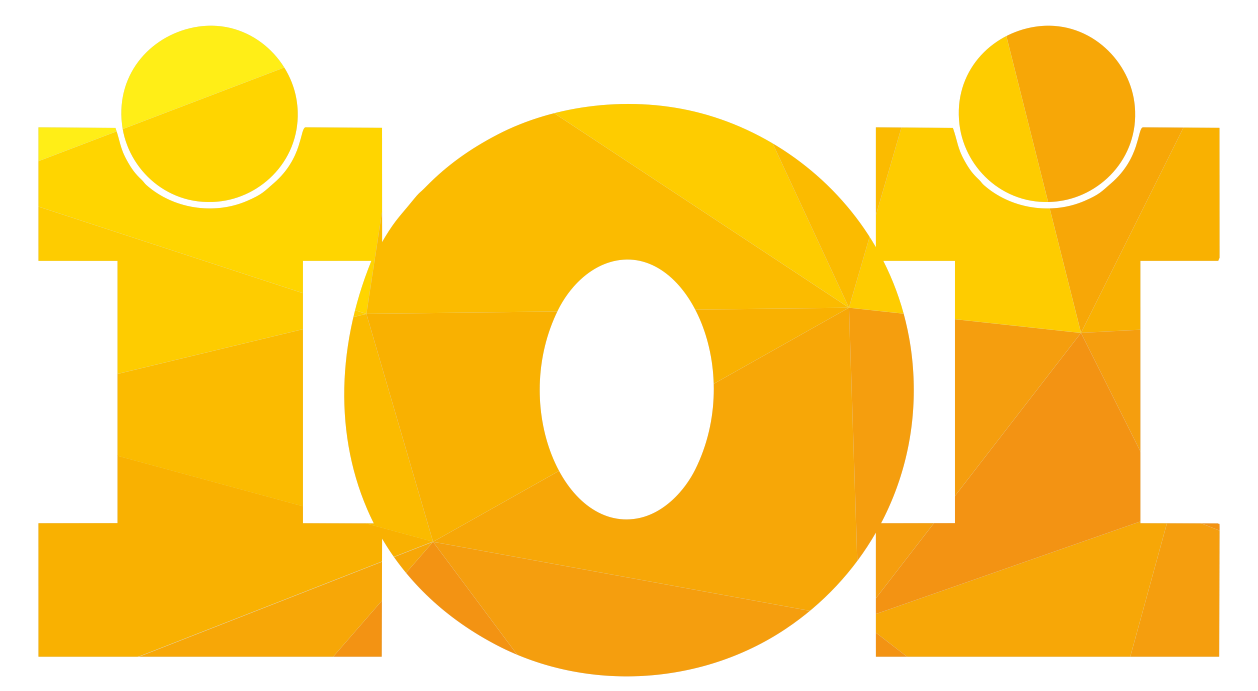
Le logo des Olympiades internationales d'informatique.

Les Olympiades internationales d'informatique (International Olympiad in Informatics ou IOI) sont une compétition annuelle en sciences informatiques (algorithmique) rassemblant des lycéens et collégiens du monde entier. C'est la deuxième plus grande olympiade en nombre de pays participants (83 en 2017), après les Olympiades internationales de mathématiques. La première édition de la compétition s'est tenue en 1989 à Pravetz, en Bulgarie.
Le concours consiste en deux jours de programmation informatique et de résolution de problèmes de nature algorithmique. Pour traiter des problèmes impliquant de très grandes quantités de données, il est nécessaire d'avoir non seulement des programmeurs, mais aussi de bons concepteurs d'algorithmes. Le plus difficile n'est pas la programmation, mais les mathématiques qui se trouvent en dessous.
Les étudiants de l'olympiade concourent sur une base individuelle, avec jusqu'à quatre étudiants de chaque pays participant. Les étudiants des équipes nationales sont sélectionnés dans le cadre de concours informatiques nationaux, tels que les Olympiades informatiques britanniques (en) ou les Olympiades informatiques indiennes (en).
L'Olympiade internationale d'informatique est l'un des concours d'informatique les plus prestigieux au monde. L'UNESCO et l'International Federation for Information Processing (IFIP) en sont les parrains.

## Structure du concours et participation
Lors de chacune des deux journées de concours, les étudiants doivent résoudre trois problèmes en cinq heures. Chaque élève travaille seul, avec un ordinateur et sans aucune autre aide, notamment aucune communication avec les autres participants, aucun livre, etc.
En général, pour résoudre une tâche, le concurrent doit écrire un programme informatique (en C, C++, Pascal ou Java) et le soumettre avant la fin des cinq heures de compétition. Le programme est noté en étant exécuté avec des données de test secrètes. Depuis l'IOI 2010, les tâches sont divisées en sous-tâches de difficulté graduée, et les points ne sont attribués que lorsque tous les tests pour une sous-tâche particulière donnent des résultats corrects, dans des limites de temps et de mémoire spécifiques.
Dans certains cas, le programme du participant doit interagir avec une bibliothèque informatique secrète, ce qui permet des problèmes où l'entrée n'est pas fixée, mais dépend des actions du programme - par exemple dans les problèmes de jeu. Un autre type de problème concerne les entrées connues qui sont accessibles au public pendant les cinq heures du concours. Pour ces entrées, les participants doivent soumettre un fichier de sortie au lieu d'un programme, et c'est à eux de décider s'ils obtiendront les fichiers de sortie en écrivant un programme (en exploitant éventuellement les caractéristiques spéciales de l'entrée), ou à la main, ou par une combinaison de ces moyens.
Pour la première fois, l'IOI 2010 disposait d'un tableau de bord en ligne avec des résultats provisoires en temps réel. Les soumissions étaient notées dès que possible pendant le concours, et les résultats affichés. Les participants étaient informés de leurs scores, mais pas de ceux des autres, et ils pouvaient les soumettre à nouveau pour améliorer leurs résultats. Depuis 2012, l'IOI utilise le Contest Management System (CMS) pour le développement et le suivi du concours.
Les scores des deux jours de compétition et tous les problèmes sont résumés séparément pour chaque concurrent. Lors de la cérémonie de remise des prix, les concurrents reçoivent des médailles en fonction de leur score total relatif. 50 % des concurrents reçoivent des médailles. Les nombres relatifs de médaille d'or : médaille d'argent : médaille de bronze : pas de médaille sont 1:2:3:6 (donc 1/12 des concurrents reçoivent une médaille d'or).
Avant l'IOI 2010, les résultats des étudiants n'ayant pas reçu de médailles n'étaient pas publiés, ce qui rendait impossible le classement d'un pays par l'addition des scores de ses concurrents, à moins que chacun ne remporte une médaille. Depuis l'IOI 2010, bien que les scores des étudiants qui n'ont pas reçu de médaille ne soient toujours pas disponibles dans les résultats officiels, ils sont connus grâce au tableau d'affichage en direct sur le web.
L'analyse des performances féminines montre que 77,9 % des femmes n'obtiennent aucune médaille, contre 49,2 % chez les hommes. La participation moyenne des femmes était de 4,4 % en 1989-1994 et de 2,2 % en 1996-2014". Les femmes participent un peu plus au niveau national. Le président de l'IOI, Richard Forster, déclare que la compétition a du mal à attirer les femmes et que, malgré les efforts déployés pour comprendre et corriger ce problème, personne n'a réussi à cerner la cause du problème, et encore moins à y trouver une solution.

## Sélections nationales
L'équipe de France est sélectionnée chaque année par l'association France-IOI. Tous les lycéens ou collégiens de moins de dix-neuf ans non titulaires d'un baccalauréat peuvent potentiellement être candidats aux IOI.
Depuis 2010, l'équipe belge est représentée aux IOI. Les candidats sont sélectionnées à travers des Olympiades nationales organisées dans les mois précédant l'épreuve internationale.
Les candidats suisses sont les lauréats de l'Olympiade suisse d'informatique.

## Liste des Olympiades
Liste des villes où se sont déroulées les IOI :
| N. | Année | Pays hôte      | Ville hôte    | Participants | Pays participants |
| -- | ----- | -------------- | ------------- | ------------ | ----------------- |
| 1  | 1989  | Bulgarie       | Pravetz       | 46           | 13                |
| 2  | 1990  | Biélorussie    | Minsk         | 100          | 25                |
| 3  | 1991  | Grèce          | Athènes       | 68           | 23                |
| 4  | 1992  | Allemagne      | Bonn          | 71           | 51                |
| 5  | 1993  | Argentine      | Mendoza       | 155          | 43                |
| 6  | 1994  | Suède          | Haninge       | 189          | 49                |
| 7  | 1995  | Pays-Bas       | Eindhoven     | 210          | 51                |
| 8  | 1996  | Hongrie        | Veszprém      | 220          | 57                |
| 9  | 1997  | Afrique du Sud | Le Cap        | 221          | 63                |
| 10 | 1998  | Portugal       | Setúbal       | 241          | 68                |
| 11 | 1999  | Turquie        | Antalya-Belek | 253          | 65                |
| 12 | 2000  | Chine          | Pékin         | 278          | 72                |
| 13 | 2001  | Finlande       | Tampere       | 272          | 74                |
| 14 | 2002  | Corée du Sud   | Yongin        | 276          | 78                |
| 15 | 2003  | États-Unis     | Kenosha       | 265          | 69                |
| 16 | 2004  | Grèce          | Athènes       | 291          | 76                |
| 17 | 2005  | Pologne        | Nowy Sącz     | 276          | 72                |
| 18 | 2006  | Mexique        | Mérida        | 282          | 74                |
| 19 | 2007  | Croatie        | Zagreb        | 285          | 77                |
| 20 | 2008  | Égypte         | Le Caire      | 301          | 78                |
| 21 | 2009  | Bulgarie       | Plovdiv       | 301          | 78                |
| 22 | 2010  | Canada         | Waterloo      | 297          | 80                |
| 23 | 2011  | Thaïlande      | Pattaya       | 303          | 78                |
| 24 | 2012  | Italie         | Sirmione      | 310          | 81                |
| 25 | 2013  | Australie      | Brisbane      | 299          | 77                |
| 26 | 2014  | Taïwan         | Taipei        | 311          | 81                |
| 27 | 2015  | Kazakhstan     | Almaty        | 322          | 83                |
| 28 | 2016  | Russie         | Kazan         | 308          | 80                |
| 29 | 2017  | Iran           | Téhéran       | 308          | 83                |
| 30 | 2018  | Japon          | Tsukuba       | 335          | 87                |
| 31 | 2019  | Azerbaïdjan    | Bakou         | 327          | 87                |
| 32 | 2020  | Singapour      | Singapour     | 343          | 87                |
| 33 | 2021  | Singapour      | Singapour     | 351          | 88                |
| 34 | 2022  | Indonésie      | Yogyakarta    | 349          | 88                |
| 35 | 2023  | Hongrie        | Szeged        | 351          | 87                |
| 36 | 2024  | Égypte         | Alexandrie    | 362          | 91                |

Liste des villes ou des pays où se dérouleront les IOI dans les prochaines années :
| N. | Année | Pays hôte   | Ville hôte |
| -- | ----- | ----------- | ---------- |
| 37 | 2025  | Bolivie     | Sucre      |
| 38 | 2026  | Ouzbékistan | Tachkent   |
| 39 | 2027  | Allemagne   | Potsdam    |